# Vytenis Junevičius
 Vytenis Junevičius (* 28. Juli 1958 in Kaunas) ist ein litauischer Manager, ehemaliger Diplomat und Politiker, Vizeminister der Wirtschaft.

## Leben
Nach dem Abitur von 1965 bis 1976 an der 12. Mittelschule Kaunas absolvierte Vytenis Junevičius von 1976 bis 1981 das Diplomstudium der Ingenieurwirtschaft am Kauno politechnikos institutas (KPI) und von 1987 bis 1989 die Aspirantur am KPI. Von 1982 bis 1984 war er Ingenieur im „Vilma“-Forschungssektor. Von 1984 bis 1987 war er Assistent, Oberassistent, ab 1990 Oberlehrer am KPI, von 1994 bis 1996 an der KTU. Ab 1991 arbeitete er im Außenministerium Litauens als Diplomat. Von 1992 bis 1994 war er Berater der litauischen diplomatischen Mission an der EU.
Von 1995 bis 1997 leitete er Finanzmakler-Unternehmen UAB „Obligacija“ als Direktor und von 1997 bis 1998 die Abteilung der Privatisierung am Europaministerium Litauens. Von 1998 bis 1999 war er Berater der Weltbank und von 1999 bis 2001 stellvertretender Wirtschaftsminister von Litauen. Von 2001 bis 2002 leitete er das Unternehmen UAB „Laitenis“ als Direktor, ab 2002 das Textilunternehmen Kauno audiniai als Vorstandsvorsitzende und ab 2004 die Ingenieurfirma UAB „Agava“ als Generaldirektor.
Vytenis Junevičius ist verheiratet. Seine Frau ist Dalia.